# El Sabinal, Oaxaca
El Sabinal är en ort i Mexiko.   Den ligger i kommunen Santo Domingo Nuxaá och delstaten Oaxaca, i den sydöstra delen av landet, 300 km sydost om huvudstaden Mexico City. El Sabinal ligger 1 930 meter över havet och antalet invånare är 185.
Terrängen runt El Sabinal är huvudsakligen kuperad. El Sabinal ligger nere i en dal. Runt El Sabinal är det glesbefolkat, med 17 invånare per kvadratkilometer. Närmaste större samhälle är Duraznal, 19,2 km sydost om El Sabinal. I omgivningarna runt El Sabinal växer huvudsakligen savannskog.